# Ravno (Plužine)
Pour les articles homonymes, voir Ravno.
Ravno (en serbe cyrillique : Равно) est un village de l'ouest du Monténégro, dans la municipalité de Plužine.

## Démographie

### Évolution historique de la population
| 1948 | 1953 | 1961 | 1971 | 1981 | 1991 | 2003 |
| ---- | ---- | ---- | ---- | ---- | ---- | ---- |
| 150  | 175  | 169  | 110  | 56   | 74   | 59   |